# The Collection (álbum de Grace Jones)
The Collection es un álbum recopilatoro de Grace Jones lanzado por Universal Music en 2004.
Todas las canciones son versiones de álbum de sus éxitos, ya publicadas anteriormente en CD.

## Lista de canciones
1. "Warm Leatherette" (Daniel Miller) (Versión LP) - 4:31
  - Del álbum Warm Leatherette (1980)
2. "Nipple to the Bottle" (Grace Jones, Sly Dunbar) - 5:58
  - Del álbum Living My Life (1982)
3. "Everybody Hold Still" (Grace Jones, Barry Reynolds) - 3:12
  - Del álbum Living My Life (1982)
4. "Private Life" (Chrissie Hynde) (Versión LP) - 5:12
  - Del álbum Warm Leatherette (1980)
5. "Use Me" (Bill Withers) - 5:05
  - Del álbum Warm Leatherette (1980)
6. "Living My Life" (Grace Jones) (Remix Editado en 7" 1986) - 3:31
  - Canción sin álbum de las sesiones de Living My Life (1982)
7. "La Vie en Rose" (Édith Piaf, Louigny) - 7:25
  - Del álbum Portfolio (1977)
8. "Love is the Drug" (Bryan Ferry, Andy Mackay) (Versión LP) - 7:11
  - Del álbum Warm Leatherette (1980)
9. "The Hunter Gets Captured by the Game (Smokey Robinson) (Versión LP) - 3:48
  - Del álbum Warm Leatherette (1980)
10. "Feel Up" (Grace Jones) - 4:01
  - Del álbum Nightclubbing (1981)
11. "I Need A Man" (Paul Slade, Pierre Papadiamondis) - 3:24
  - Del álbum Portfolio (1977)
12. "Ring of Fire" (June Carter, Merle Kilgore) (Demo) - 3:56
  - Demo de las sesiones de Living My Life (1982)
13. "Walking in the Rain" (Harry Vanda, George Young) - 4:18
  - Del álbum Nightclubbing (1981)
14. "All On a Summer's Night" (Jack Robinson, James Bolden) - 4:17
  - Del álbum Fame (1978)
15. "I've Seen That Face Before (Libertango)" (Astor Piazzolla, Barry Reynolds, Dennis Wilkey, Nathalie Delon) - 4:29
  - Del álbum Nightclubbing (1981)
16. "She's Lost Control" (Bernard Sumner, Ian Curtis, Peter Hook, Stephen Morris) (Remix/Reeditada 1998) - 8:23
  - Lado B de las sesiones de Warm Leatherette (1980)

- Datos: Q7726709